# (464185) 2015 AX250
(464185) 2015 AX250 es un asteroide perteneciente al cinturón de asteroides, descubierto el 10 de mayo de 2007 por el equipo Spacewatch desde el Observatorio Nacional de Kitt Peak (Arizona, Estados Unidos).